# 카림 안사리파르드
카림 안사리파르드(페르시아어: کریم انصاری‌فرد, Karim Ansarifard, 1990년 4월 3일 ~ )는 이란의 축구 선수로 현재 공격수로 활약하고 있다.

## 수상
- 이란 프로리그 득점왕: 2012 (21골)
- 이란 올해의 축구 선수: 2011

## 같이 보기
- A매치 100경기 이상 출전한 축구 선수 명단